# Конференция (фильм)
«Конференция» — художественный фильм режиссёра Ивана И. Твердовского 2020 года о последствиях террористического акта на Дубровке. Мировая премьера картины состоялась на 77-м Венецианском кинофестивале в независимой программе «Дни Венеции» в сентябре 2020 года. Выход фильма в прокат был приурочен к годовщине теракта (22 октября 2020 года).

## Сюжет
В 2002 году Наталья и её семья, муж и двое детей, оказались в числе заложников во время захвата московского театрального центра. Террористы 3 дня удерживали в зале зрителей и артистов популярного мюзикла и сотрудников центра. На утро четвёртого дня зал был освобожден спецподразделениями, но в ходе штурма выжили не все заложники. Погиб и сын Натальи. Не выдержав боли, Наталья оставила семью и ушла в монастырь. 17 лет спустя она, получив благословение батюшки, приехала в Москву, чтобы организовать поминальный вечер в годовщину штурма.
Театральный центр по-прежнему функционирует, и единственный способ собраться в том самом зале — арендовать его на общих основаниях. Договор аренды предполагает лишь несколько стандартных форматов мероприятий, и по документам мемориальный вечер проводят как «конференцию».
Наталья встречается со взрослой дочерью Галей. Она узнает от дочери, что её муж парализован. Галя резка с матерью и настаивает, чтобы та отказалась от проведения вечера и возвращалась в монастырь. Тем не менее, Наталья обзванивает жертв трагедии и устраивает молебен и поминальный вечер в зале. Собирается совсем немного людей. На пустые места в зале рассаживают надувные манекены: белые символизируют погибших заложников, черные — террористов, синие — тех, кто не смог или не захотел прийти. Собравшиеся по очереди вспоминают четыре трагических дня — от момента захвата до штурма. Акция длится много часов, охранник центра пытается прекратить мероприятие, но Наталья блокирует зал изнутри, и своеобразная реконструкция трагедии продолжается.
Когда очередь говорить доходит до Натальи, она рассказывает о том, за что никогда не сможет себя простить. Она, поддавшись панике, сбежала через окно в туалете, бросив в зале мужа и детей.
Присутствующая при этой исповеди Галя, открывает двери и выбегает из зала. Ждавшие у дверей полицейские задерживают Наталью по заявлению директора центра, но в отделении он забирает заявление.
Наталья приходит к Гале, чтобы поговорить, они снова ссорятся. Наталья собирается уезжать, но, навестив могилу сына, все же возвращается к Гале. При ней в квартиру поднимаются врачи скорой помощи. Они приехали по вызову Гали, её отцу стало хуже, его забирают в больницу. Мать нужна Гале, она ждет, что Наталья будет сопровождать отца в больницу вместе с ней. Но Наталья снова оставляет их и сбегает.

## В ролях
| Актёр                   | Роль                         |
| ----------------------- | ---------------------------- |
| Наталья Павленкова      | Наталья                      |
| Ольга Лапшина           | Светлана                     |
| Ксения Зуева            | Галя, дочь Натальи           |
| Александр Семчев        | Олег, муж Натальи            |
| Ян Цапник               | директор театрального центра |
| Олег Феоктистов         | Денис                        |
| Александр Голубков      | охранник                     |
| Игорь Воробьев          | священник                    |
| Сергей Петров           | Иван Александрович           |
| Александр Златопольский | полицейский                  |
| Виктория Верберг        | Виктория                     |
| Анна Слю                | Лариса                       |
| Елена Нестерова         | Вера                         |
| Наталья Цветкова        | Анна                         |
| Алексей Мишаков         | Олег                         |
| Марина Зубанова         | Ирина                        |
| Анна Галинова           | Екатерина                    |
| Филипп Авдеев           | Филипп                       |
| Наталия Потапова        | Вера                         |
| Роман Шмаков            | Роман                        |
| Олег Билик              | фельдшер                     |
| Андрей Ларин            | полицейский                  |
| Наталья Батрак          | учительница                  |
| Наталья Гриншпун        | Нина Григорьевна             |
| Юлия Хамитова           | знакомая Гали                |

## Производство
Сцены в зале снимали ночами в том самом театральном центре, где произошел захват в 2002 году. Смены начинались после окончания вечерних спектаклей, и заканчивались днем.

## Художественные особенности
Главная героиня — собирательный образ. В его основе — судьбы трех реальных заложниц теракта на Дубровке.
Актёры Роман Шмаков и Филипп Авдеев, сыгравшие в фильме, на самом деле были юными артистами мюзикла «Норд-Ост» и стали заложниками во время теракта на Дубровке.

## Награды
- Кинотавр 2020 — Приз имени Григория Горина за лучший сценарий
- 26-й Международный фестиваль фильмов о правах человека "Сталкер" (2020) — специальный диплом за деликатное отражение трагической темы[6]

## Рецензии
- Филиппов А. Фильм «Конференция» о «Норд-Осте» — читка памяти, азбука трагедии // Искусство кино (23 октября 2020 г.)
- Степанов В. Выхода нет — «Конференция» Ивана И. Твердовского // Сеанс (23 октября 2020 г.)
- Шуравин В. Кинотавр 2020: рецензия на фильм «Конференция» // Film.ru (20 сентября 2020 г.)